# Dans la chaleur de Saint-Tropez
 Pour plus de détails, voir Fiche technique et Distribution
Dans la chaleur de Saint-Tropez est un film pornographique réalisé en 1982 par Gérard Kikoïne, en raison de son casting et du ton employé, cette œuvre qui a été diffusée sur Canal plus est dans sa catégorie une œuvre phare de la production de ces années-là.

## Synopsis
Un producteur de films pornographiques demande à l'une de ses collaboratrices de débaucher une jeune fille afin de lui faire tourner un film subrepticement. Karine ment alors à ses parents en leur faisant croire qu'elle se rend en Bretagne et rejoint l'équipe de tournage à Saint-Tropez où elle se fait déniaiser et tombe amoureuse de l'un des acteurs avec lequel elle finit par s'enfuir. Mais le film est tourné et quand elle revient à Paris, elle découvre son père visionnant la cassette dans laquelle elle a été filmée.

## Fiche technique
- Titre original : Dans la chaleur de Saint-Tropez
- Titre alternatif : Attention, fillettes
- Réalisateurs : Gérard Kikoïne
- Scenario : Gérard Kikoïne, Marc Lebel, Claude Mulot, Pitof
- Photographie : Gérard Loubeau
- Date de sortie : France : 17 janvier 1982
- Durée : 74 minutes

## Distribution
- Cathy Ménard : La femme dans le sable
- Alban Ceray :	Le "patron"
- Jean-Pierre Armand : Eddy
- Olinka Hardiman :	Zaza
- Mika Barthel : L'amie de Karine
- Dany Berger :	Alain
- Marilyn Jess : Karine
- Olivier Mathot : Gaston, le père de Karine
- Gil Lagardère : Peter
- Veronica Celes : La femme sur le bateau
- Élodie Delage
- Gérard Houda

## Autour du film
- Le film a été présenté au Centre Pompidou de Paris dans le cadre du cycle "Bertrand Bonello - Résonances" le 4 octobre 2014[1].
- Gérard Kikoïne écrit dans ses mémoires qu'en 2009, « Dans la chaleur de Saint-Tropez » a été choisi pour clore "l’Étrange Festival" de Lyon (renommé "Hallucinations Collectives" depuis), et que sur les 400 spectateurs, il y avait 180 femmes[2].